# کارخانه آبجوسازی ساموئل اسمیت
کارخانه آبجوسازی ساموئل اسمیت (به انگلیسی: Samuel Smith Old Brewery)
، معروف به ساموئل اسمیت یا سم اسمیت، یک کارخانه آبجو مستقل انگلیس در تادکاستر، در یورک شر شمالی، انگلیس است. این کارخانه بیشترین قدمت را در میان کارخانه‌های آبجوسازی یورک‌شر دارد و در سال ۱۷۵۸ تأسیس شده‌است.